# Condado de Camas
El condado de Camas (en inglés: Camas County), fundado en 1917, es uno de los 44 condados del estado estadounidense de Idaho. En el año 2000 tenía una población de 991 habitantes con una densidad poblacional de 0.35 personas por km². La sede del condado es Fairfield.

## Geografía
Según la Oficina del Censo, el condado tiene un área total de 2795 km² (1079,2 mi²), de la cual 2784 km² (1074,9 mi²) es tierra y 4 km² (1,5 mi²) (0,38%) es agua.

### Condados adyacentes
- Condado de Blaine - este
- Condado de Lincoln - sureste
- Condado de Gooding - sur
- Condado de Elmore - oeste

## Demografía
En el 2000 la renta per cápita promedia del condado era de $$34 167, y el ingreso promedio para una familia era de $40 156. En 2000 los hombres tenían un ingreso per cápita de $30 500 versus $21 563 para las mujeres. El ingreso per cápita para el condado era de $19 550. Alrededor del 8,30% de la población estaba bajo el umbral de pobreza nacional.

## Comunidades

### Ciudad
- Fairfield

### Comunidades no incorporadas
- Corral
- Hill City
- Soldier